# Nonnus hastulatus
Nonnus hastulatus är en stekelart som först beskrevs av Charles Thomas Brues och Richardson 1913.  Nonnus hastulatus ingår i släktet Nonnus och familjen brokparasitsteklar. Inga underarter finns listade i Catalogue of Life.